# ブエラ・エル・ワフィ
アーメド・ブエラ・エル・ワフィ（أحمد بوغيرا العوافي、Ahmed Boughéra El Ouafi、1898年10月15日 - 1959年10月18日）は、アルジェリア出身の陸上競技選手。
アルジェリアがフランスの植民地だった時代に生まれ育ったため、フランスの代表として1924年パリオリンピックと1928年アムステルダムオリンピックのマラソンに出場、アムステルダム大会で金メダルを獲得した。

## 人物・経歴
エル・ワフィはフランス領アルジェリアのウレド・ジェラルで生まれ、フランス軍の連隊に入隊した。彼の上官の一人が、その卓越した陸上競技の才能に気づき、フランス軍の競技大会への派遣を決めた。エル・ワフィはそこで好成績を残し、1924年のパリオリンピックのマラソン代表選考会に出場した。
エル・ワフィはマラソンの代表となり、初参加のオリンピックマラソンで第7位となった。この結果に、エル・ワフィは次のアムステルダムオリンピックに向けてさらにトレーニングに励み、2大会連続でフランスのマラソン代表となる。
アムステルダムオリンピックでは、日本の山田兼松に40km過ぎまで先行を許したが、山田が膝の痛みに見舞われてペースダウンしたところを追い抜き、後続のランナーを振り切って2位のマヌエル・プラサ（チリ）に26秒差を付け、優勝した。テレビやラジオといったメディアが未発達だった当時、ゴールのスタジアムの観客にレースの経過は中継所での順位を掲示板に表示する形でしか伝えられず、エル・ワフィがスタジアムに帰ってきたときには、日本の山田と津田晴一郎が1・2位として掲示されていた。このため、観客は黒い髪の毛で小柄なエル・ワフィを日本選手と誤認し、「ジャパン、ジャパン」という大歓声があがるという一幕もあった。
しかし、フランスでは植民地出身であるエル・ワフィ個人について触れる報道は避けられる傾向にあり、むしろアメリカで関心を集めることになった。この事情について川島浩平は、当時「人種」ヒエラルヒーを批判的に再検討する学術会議が開催されたこと、アメリカが多民族国家であったことを指摘している。アメリカの実業家が招待する形で興行試合に出場し、報酬を受け取った。だがこれによりアマチュア資格を剥奪され、スポーツ界から離れることを余儀なくされた。その後、エル・ワフィはパリでカフェを開いた。しかし、彼は長らく世間から忘れられた存在となる。1956年メルボルンオリンピックで、同じアルジェリア出身のアラン・ミムンが優勝したことから、報道記者が28年前のもう一人のアルジェリア人マラソン金メダリストとしてエル・ワフィを探し出したときには、貧困の中にあった。
1959年、アルジェリア解放運動への協力を拒否したことから、そのメンバーによって殺害された。61歳の誕生日の3日後のことである。